# Jean-Michel Lapin

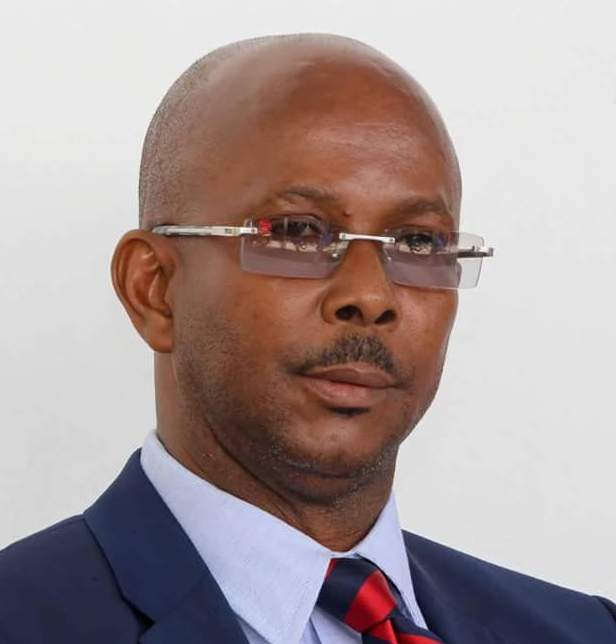
Jean Michel Lapin (2018)

Jean-Michel Lapin (* 1966 oder 1967 in Jacmel) ist ein haitianischer Politiker. Er war vom 21. März 2019 bis 4. März 2020 Premierminister seines Landes.

## Leben
Lapin wurde im Jahr 1966 oder 1967 in der Stadt Jacmel im Département Sud-Est geboren.
Er machte sein Abitur am Collège Roger Anglade in Turgeau, Port-au-Prince und studierte öffentliche Verwaltung an der Université des Antilles et de la Guyane in Guadeloupe. Außerdem studierte er Wirtschaftswissenschaft am Institut Des Hautes Etudes Commerciales Et Économiques (IHECE) in Port-au-Prince und legte Praktika bei dem Entwicklungsprogramm der Vereinten Nationen (UNDP) ab.
Er begann 1988 eine Beamtenlaufbahn im Ministerium für öffentliche Gesundheit (MSPP), bevor er von 1989 bis 2007 Direktor der Nationalbibliothek von Haiti wurde. Im Februar 2007 wechselte er in das Ministerium für Kultur und Kommunikation, wo er das Amt des Generaldirektor erreichte. Am 18. September 2018 wurde Jean-Michel Lapin zum Minister für Kultur und Kommunikation im Kabinett von Premierminister Jean-Henry Céant ernannt. Dieses Amt hatte er bis zum 4. März 2020 inne.
Am 21. März 2019 wurde er als Nachfolger von Jean-Henry Céant zudem von Präsident Jovenel Moïse als interimistischer Premierminister von Haiti nominiert. Am 9. April wurde er mit der Bildung einer Regierung beauftragt. Diese wurde am 9. Mai bekannt gegeben.
Da es ihm nicht gelang, die Zustimmung zu seinem Kabinett zu erhalten, gab er am 22. Juli den Auftrag zur Regierungsbildung zurück. Fritz-William Michel wurde von Präsident Moïse zu seinem Nachfolger ernannt. Lapin blieb zunächst geschäftsführend im Amt, da Michel zwar das Vertrauen der Abgeordnetenkammer erhielt, jedoch nicht vom Senat bestätigt wurde. Der Senat wurde am 13. Januar 2020 beschlussunfähig, nachdem die Amtszeit von zwei Dritteln seiner Mitglieder abgelaufen war.
Am 4. März 2020 wurde Joseph Jouthe als neuer Premierminister eingesetzt.